# Chez nous (película)
Chez nous es una película dramática franco-belga de 2017 dirigida por Lucas Belvaux y protagonizada por Émilie Dequenne , André Dussollier y Guillaume Gouix . Recibió siete nominaciones en los Premios Magritte , incluyendo Mejor Película y Mejor Director para Belvaux, y ganó como Mejor Actriz por la interpretación de Dequenne.

## Sinopsis
Pauline, una enfermera querida por todos, se involucra en las actividades de un partido de extrema derecha. A través de su historia de amor con Stanko, Pauline descubre el lado más turbio y perturbador de la política.

## Cast
- Émilie Dequenne como Pauline Duhez.
- André Dussollier como Philippe Berthier.
- Guillaume Gouix como Stéphane Stankowiak "Stanko".
- Catherine Jacob como Agnès Dorgelle.
- Anne Marivin como Nathalie Leclerc.
- Patrick Descamps como Jacques Duhez.
- Charlotte Talpaert como Nada Belisha.
- Mateo Debaets como Tom.
- Coline Marcourt como Lili.
- Corentin Lobet como Yo.
- Thibault Roux como Max.
- Michel Ferracci como Dominique Orsini.
- Stéphane Caillard como Victoire Vasseur.
- Cyril Descours como Jean-Baptiste Verhaeghe.
- Julien Roy como Bernard Tovi.
- Jean-Louis Sbille como Monsieur Biagi.

## Recepción

### Crítica
En el sitio web de reseñas Rotten Tomatoes , la película tiene una calificación de aprobación del 75%, basada en 12 reseñas, y una calificación promedio de 6.2 / 10. En Metacritic , la película tiene una puntuación promedio ponderada de 61 de 100, basada en 8 críticas, lo que indica "críticas generalmente favorables".

### Premios y nominaciones
| Premio de entrega / Festival de cine  | Categoría                | Nominado/a         | Resultado |
| ------------------------------------- | ------------------------ | ------------------ | --------- |
| Festival de Estambul                  | Golden Tulip             | Lucas Belvaux      | Nominado  |
| Premios Magritte                      | Mejor Película           | Lucas Belvaux      | Nominada  |
| Premios Magritte                      | Mejor Director           | Lucas Belvaux      | Nominado  |
| Premios Magritte                      | Mejor actriz             | Émilie Dequenne    | Ganadora  |
| Premios Magritte                      | Mejor actor de reparto   | Patrick Descamps   | Nominado  |
| Premios Magritte                      | Mejor Guion              | Lucas Belvaux      | Nominado  |
| Premios Magritte                      | Mejor banda sonora       | Frédéric Vercheval | Nominado  |
| Premios Magritte                      | Mejor montaje            | Ludo Troch         | Nominado  |
| Rotterdam International Film Festival | Mejor premio en pantalla | Lucas Belvaux      | Nominada  |